# Canton de Grevenmacher
Le canton de Grevenmacher est un canton luxembourgeois situé dans l'Est du Luxembourg à la frontière avec l'Allemagne. Son chef-lieu est Grevenmacher.

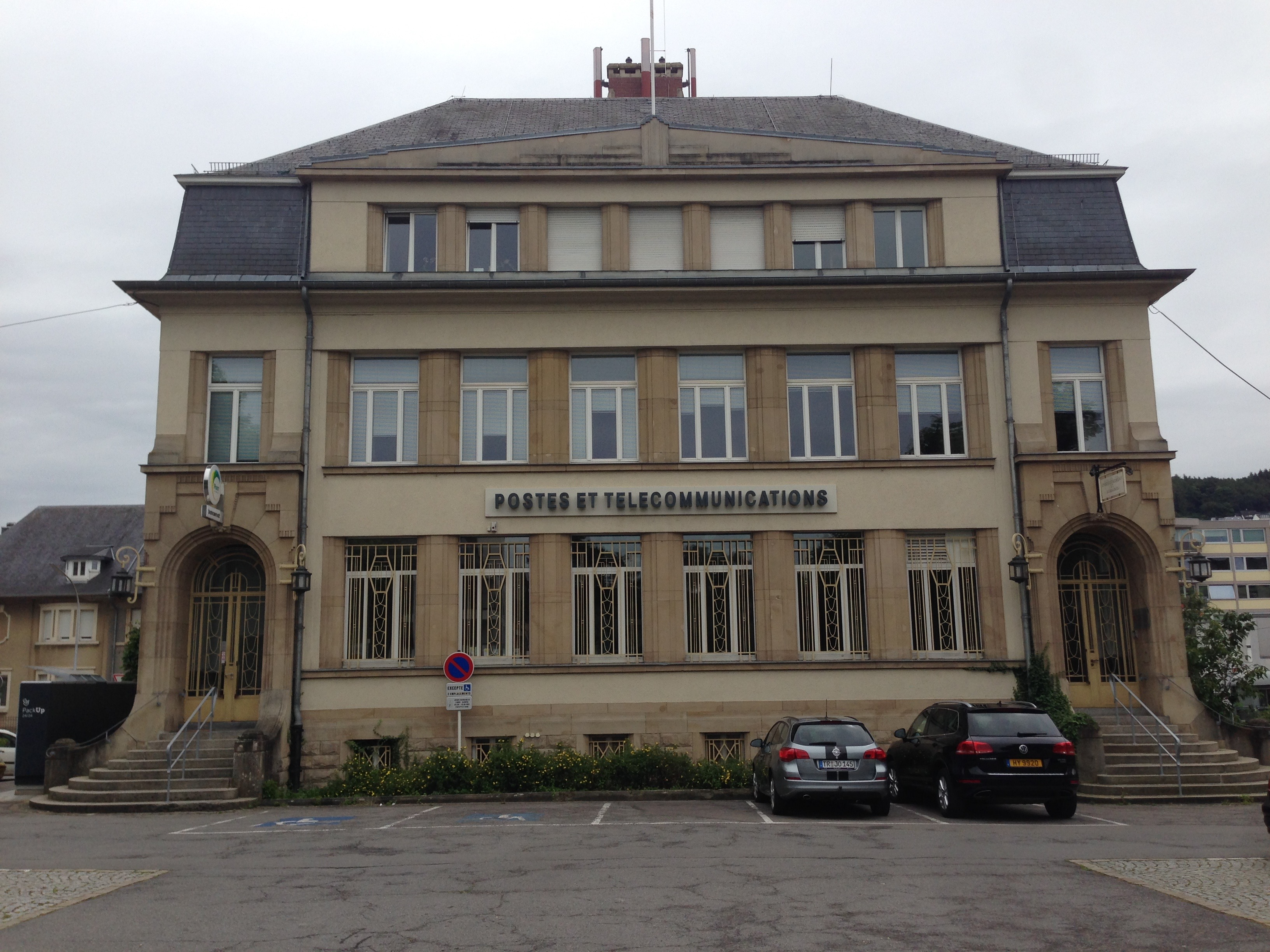
Grevenmacher au Luxembourg

## Histoire
Le 15 ventôse an X (6 mars 1802), le département des Forêts fut divisé en vingt-huit cantons, portant le nom de leur chef-lieu. Le canton de Grevenmacher comprend alors les communes de Berbourg, Biver, Fellerich, Grevenmacher, Igel, Langsur, Lirschberg, Littorff, Machtum, Manternach, Mertert, Moersdorf, Nittel, Oberbillig, Temmels, Wasserbillig, Wasserliesch, Wiltingen et Wincherange.
Jusqu'à la suppression des districts en 2015, le canton faisait partie du district de Grevenmacher.

## Communes
Le canton est constitué de 8 communes :
| Commune                  | Superficie | Population | Densité (en hab./km²) |
| ------------------------ | ---------- | ---------- | --------------------- |
| Betzdorf                 | +0026,08   | +004 071,  | 156,1                 |
| Biwer                    | +0023,08   | +001 911,  | 82,8                  |
| Flaxweiler               | +0030,17   | +002 281,  | 75,6                  |
| Grevenmacher (chef-lieu) | +0016,48   | +005 274,  | 320                   |
| Junglinster              | +0055,38   | +009 031,  | 163,1                 |
| Manternach               | +0027,68   | +002 332,  | 84,2                  |
| Mertert                  | +0015,25   | +005 557,  | 364,4                 |
| Wormeldange              | +0017,25   | +003 255,  | 188,7                 |

## Entités limitrophes
Le canton est délimité à l’est par la frontière allemande qui le sépare de l’arrondissement de Trèves-Sarrebourg situé en Rhénanie-Palatinat. Par rapport au canton, cette frontière est matérialisée à l’extrémité nord par le cours de la Sûre, un affluent de la Moselle, et pour le reste par le cours de la Moselle.

## Politique et administration

### Liste des députés
De 1841 à 1919, le canton formait une circonscription électorale dans le cadre des élections législatives.

#### Chambre des députés(depuis 1919)
Depuis 1919, le canton n'est plus utilisé comme circonscription électorale et fait dès lors partie de la circonscription Est.

## Population et société

### Démographie
L'évolution du nombre d'habitants est connue à travers les recensements de la population effectués dans le pays depuis 1821. Les recensements décennaux de la population permettent de caler les chiffres sur la composition de la population par sexe, âge, nationalité et commune de résidence. Entre deux recensements, la population au 1er janvier de l’année {\displaystyle x} est évaluée en ajoutant à la population au 1er janvier de l’année {\displaystyle x-1} les soldes naturel (naissances {\displaystyle -} décès) et migratoire (arrivées {\displaystyle -} départs) de l'année. La même méthode est appliquée pour la répartition par âge au 1er janvier et les effectifs totaux par nationalité. Depuis le 24 février 1843, le Luxembourg dénombre 12 cantons.
Au 1er janvier 2024, le canton comptait 33 047 habitants.
| 1851   | 1871   | 1880   | 1890   | 1900   | 1910   | 1922   | 1930   | 1935   |
| ------ | ------ | ------ | ------ | ------ | ------ | ------ | ------ | ------ |
| 16 071 | 15 341 | 15 504 | 14 685 | 15 507 | 16 162 | 15 160 | 15 346 | 15 413 |

| 1947   | 1960   | 1970   | 1978   | 1979   | 1981   | 1983   | 1984   | 1985   |
| ------ | ------ | ------ | ------ | ------ | ------ | ------ | ------ | ------ |
| 14 446 | 14 647 | 15 269 | 15 831 | 16 033 | 16 403 | 16 620 | 16 710 | 16 810 |

| 1986   | 1987   | 1988   | 1989   | 1990   | 1991   | 1992   | 1993   | 1994   |
| ------ | ------ | ------ | ------ | ------ | ------ | ------ | ------ | ------ |
| 16 910 | 17 110 | 17 281 | 17 648 | 17 993 | 18 152 | 18 503 | 18 829 | 19 074 |

| 1995   | 1996   | 1997   | 1998   | 1999   | 2000   | 2001   | 2002   | 2003   |
| ------ | ------ | ------ | ------ | ------ | ------ | ------ | ------ | ------ |
| 19 461 | 19 857 | 20 357 | 20 626 | 20 917 | 21 279 | 21 650 | 21 972 | 22 438 |

| 2004   | 2005   | 2006   | 2007   | 2008   | 2009   | 2010   | 2011   | 2012   |
| ------ | ------ | ------ | ------ | ------ | ------ | ------ | ------ | ------ |
| 22 701 | 22 944 | 23 234 | 23 725 | 24 081 | 24 532 | 24 969 | 25 599 | 26 135 |

| 2013   | 2014   | 2015   | 2016   | 2017   | 2018   | 2019   | 2020   | 2021   |
| ------ | ------ | ------ | ------ | ------ | ------ | ------ | ------ | ------ |
| 26 673 | 27 295 | 27 959 | 28 492 | 29 525 | 29 828 | 30 361 | 30 887 | 31 378 |

| 2022   | 2023   | 2024   | - | - | - | - | - | - |
| ------ | ------ | ------ | - | - | - | - | - | - |
| 31 748 | 32 524 | 33 047 | - | - | - | - | - | - |

Le graphique qui aurait dû être présenté ici ne peut pas être affiché car il utilise l'ancienne extension Graph, désactivée pour des questions de sécurité. Des indications pour créer un nouveau graphique avec la nouvelle extension Chart sont disponibles ici.